# Аушак

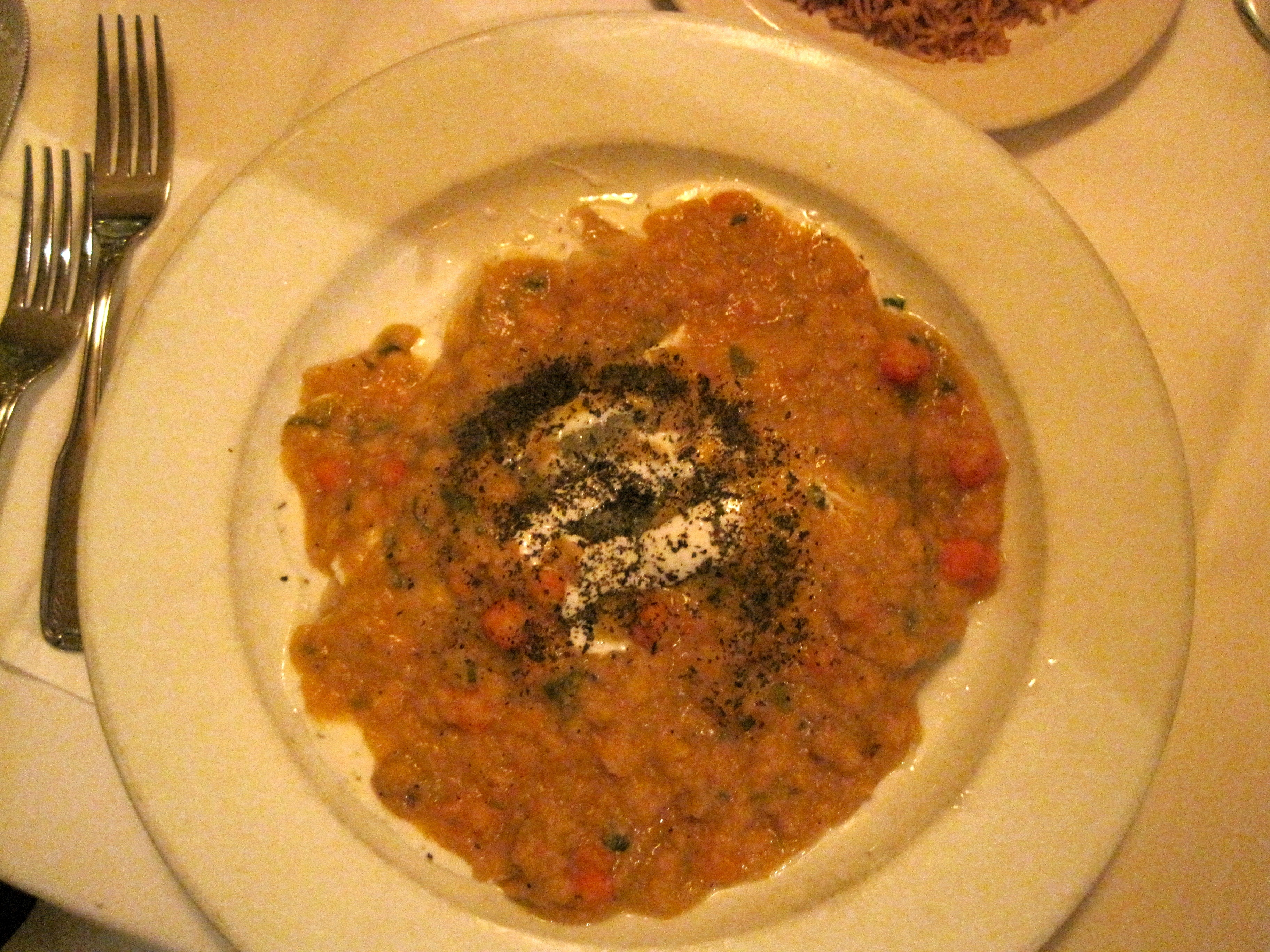
Вегетаріанський аушак

Аушак, що також пишеться ашак (пушту / перська: اَشَک), - це афганські вареники, наповнені цибулею, з м'ясним томатним соусом, заправлений йогуртом і сушеною м’ятою.   Приготування їжі, яка забирає багато часу, її зазвичай подають у святкові дні або на важливих зустрічах. 

## Приготування
Тісто роблять з води, борошна, солі та олії. Вимішують поки тісто не стане однорідним і еластичним. Потім йому дають відстоятися.
Для приготування соусу нагрівають олію у великій сковорідці на вогні. Смажать цибулю, фарш, помідори та інші інгредієнти.
Окремо дрібно нарізають зелену цибулю (гандані) і змішують з перцем.
Тісто ділять частини і розкачують на 20-сантиметрові кола, а потім розрізають на квадрати 3 см. Суміш гандані кладуть в центр квадрата і зліплюють краї.
Ашак варять протягом 3-4 хвилин або до тих пір, поки вони не спливуть на поверхню.

## Подача
Спочатку викладають часниковий йогурт на тарілку. Зверху кладуть ашак, потім ложкою поливають м’ясним соусом, посипають сушеною м’ятою.